# Huillard
Der Huillard ist ein Fluss in Frankreich, der im Département Loiret in der Region Centre-Val de Loire verläuft. Er entspringt im Gemeindegebiet von Châtenoy, entwässert generell in nordöstlicher Richtung und mündet nach rund 26 Kilometern im Gemeindegebiet von Saint-Maurice-sur-Fessard als rechter Nebenfluss in die Bezonde. Bei Chailly-en-Gâtinais erreicht der Huillard den Canal d’Orléans, begleitet diesen bis zur Flussmündung und wird auch zu seiner Wasserversorgung herangezogen.

## Orte am Fluss
- Châtenoy
- Beauchamps-sur-Huillard
- Chailly-en-Gâtinais
- Chevillon-sur-Huillard